# Jacopo Dezi
Jacopo Dezi (* 10. Februar 1992 in Atri) ist ein italienischer Fußballspieler. Der Mittelfeldspieler steht aktuell beim FC Venedig unter Vertrag.

## Karriere

### Im Verein
Der aus Atri stammende Jacopo Dezi nahm ab 2008 im Alter von 16 Jahren die Fußballausbildung in der Jugendabteilung von Giulianova Calcio auf, in der er zwei Jahre aktiv war. Bereits im Alter von 17 Jahren debütierte er für die in der drittklassigen Lega Pro Prima Divisione spielende Mannschaft Giulianovas. Im Verlauf der Spielzeit 2009/10, an dessen Ende die Mannschaft in die Lega Pro Seconda Divisione abstieg, absolvierte Dezi 18 Partien für die Abruzzer.
Durch seine Leistungen bei Giulianova wurde der Erstligist SSC Neapel auf Dezi aufmerksam und verpflichtete ihn im Sommer 2010 für seine Jugendakademie. Nach seiner letzten Juniorenspielzeit rückte er zur Saison 2011/12 in den Profikader der Neapolitaner auf. Er feierte mit den Azzurri zwar den Gewinn der Coppa Italia, blieb jedoch in allen Wettbewerben ohne Einsatz. Aufgrund dessen wurde Dezi an die SS Barletta Calcio verliehen, für die er in der Saison 2012/13 26 Ligaspiele absolvierte und sieben Tore erzielte. In den Play-offs um den Abstieg konnte man sich gegen die AS Andria BAT durchsetzen und die Klasse halten. Nach seiner Rückkehr zur SSC wurde er erneut verliehen, diesmal an den Zweitligisten FC Crotone. Während der Saison 2013/14 wurde Dezi zum Stammspieler und erreichte mit Crotone den sechsten Platz, der zur Teilnahme an den Play-Offs um den Aufstieg berechtigte. Dort unterlag man jedoch der AS Bari mit 0:3. Im Sommer 2014 erwarb Crotone die Hälfte an Dezis Transferrechten von Neapel und behielt ihn damit unter Vertrag. In der Folgespielzeit konnte die Mannschaft jedoch nicht an die Leistungen anknüpfen und beendete die Saison im unteren Tabellendrittel der Liga.
Zur Spielzeit 2015/16 erwarb Neapel die kompletten Transferrechte an Dezi zurück. Im Januar 2016 wurde er an den Zweitligisten FC Bari 1908 verliehen. Im Sommer 2016 folgte eine einjährige Leihe zur AC Perugia Calcio. Im Sommer 2017 schloss sich Dezi zunächst leihweise Parma Calcio an. Im Anschluss verpflichtete Parma ihn fest. 2019 wechselte er auf Leihbasis zum FC Empoli und im Anschluss zu Virtus Entella. Seit Februar 2021 steht er beim FC Venedig unter Vertrag.

### In der Nationalmannschaft
Dezi wurde 2014 für Freundschafts- sowie Qualifikationsspiele zur U-21-EM berufen und absolvierte vier Spiele, in denen ihm ein Treffer gelang. Für den EM-Kader der Italiener wurde er jedoch nicht berücksichtigt.

## Erfolge
- Italienischer Pokalsieger: 2011/12